# ایرنه آلدانا
ایرنه آلدانا (انگلیسی: Irene Aldana؛ زادهٔ ۲۶ مارس ۱۹۸۸) ورزشکار هنرهای رزمی ترکیبی اهل مکزیک است. وی از سال ۲۰۱۲ میلادی تاکنون مشغول فعالیت بوده‌است.
آلدانا یک رزمی‌کار ترکیبی حرفه‌ای مکزیکی است. او در حال حاضر در دسته خروس وزن زنان سازمان یواف‌سی رقابت می‌کند. در ۱۷ سپتامبر ۲۰۲۴، او در رتبه‌بندی خروس وزن زنان یواف‌سی در رتبه ششم قرار دارد.